# 己烷雌酚二醋酸酯
己烷雌酚二醋酸酯（商品名Retalon Lingual、Robal、Sintestrol、Sintofolin）是一种合成非甾体雌激素，属于己烯雌酚。它是己烷雌酚的酯，于1939年发现。